# V. Sulmánu-asarídu
V. Sulmánu-asarídu (uralkodott Kr. e. 726 – Kr. e. 722), a bibliai Szalmanasszár az Újasszír Birodalom egyik uralkodója volt, aki apjához, III. Tukulti-apil-ésarrához hasonlóan saját maga foglalta el Babilónia trónját. Itt használt trónneve Ulúlaju volt.
Rövid uralkodásáról keveset tudunk, mivel nem maradtak ránk évkönyvei. Kr. e. 725-ben ostrom alá vette Szamáriát, mivel az ott uralkodó Hóseás szövetséget próbált kötni Egyiptommal, hogy lerázza az asszír igát. A várost végül Kr. e. 723-ban sikerült elfoglalnia, s ezzel Izrael végképp asszír provincia lett. A történteket megörökítették az Ószövetségben. 
Kr. e. 722-ben Tebétu hónap elején megbuktatta egy palotaforradalom – de az is lehet, hogy az azért tört ki, mert Sulmánu-asarídu meghalt Szamaria ostromakor – ami II. Sarrukínt juttatta hatalomra. A részletek homályosak, mindenesetre az új uralkodó felirataiban egy assuri lázadást emleget, amely Sulmánu-asarídu – akit Sarrukín következetesen „a herceg, aki előttem ment” névvel illetett – magas adói miatt tört ki.